# مونتیگل، نیو ساوت ولز
مونتیگل (به انگلیسی: Monteagle) یک منطقهٔ مسکونی در استرالیا است که در نیو ساوت ولز واقع شده‌است.